# Da un giorno all'altro
Da un giorno all'altro (Any Day Now) è una serie televisiva statunitense in 88 episodi trasmessi per la prima volta nel corso di 4 stagioni dal 1998 al 2002. Il titolo originale è tratto dalla canzone del 1962 di Chuck Jackson Any Day Now. Una versione eseguita da Lori Perry fu utilizzata come sigla della serie.

## Trama
La giovane bianca Mary Elizabeth "ME" O'Brien e la coetanea di colore Rene Jackson sono due amiche cresciute insieme nel profondo Sud, a Birmingham in Alabama, negli anni 1960 durante il picco del movimento dei diritti civili. Tuttavia, la loro amicizia era finita quando Mary era rimasta incinta e aveva scelto, nonostante la disapprovazione di Rene, di tenere il bambino, lasciare il college e sposare il suo ragazzo, Colliar Sims.
Più di vent'anni dopo, Mary e suo marito vivono ancora a Birmingham, dove faticano a sbarcare il lunario. Il loro primo figlio, Bobby, era morto quando era un bambino, ma hanno altri due figli, Kelly e Davis. Rene si era trasferita a Washington, D.C. dove era diventata un avvocato di successo ma, dopo la morte del padre, decide di tornare a Birmingham per aprire lì uno studio legale. Si riunisce con Mary e le due donne rapidamente riprendono la loro amicizia. In ogni episodio vi sono due linee temporali differenti: le storie contemporanee si intrecciano con le storie del passato tramite numerosi flashback, in cui compaiono le due amiche da ragazze. La storia degli anni '60, accompagnata dalle canzoni dell'epoca, segue la versione giovane delle ragazze che diventano amiche, nonostante il disagio di Mary per i suoi genitori ingenuamente bigotti e per lo zio Jimmy, apertamente razzista e membro dichiarato del Ku Klux Klan. L'amicizia tra le due viene favorita dall'amorevole nonna di Mary e dal suo fratello maggiore, Johnny, che viene poi mandato in Vietnam, mentre la sorella Teresa spesso attacca Mary per l'amicizia con Rene. Colliar Sims, amico d'infanzia di Mary, poi suo marito, interpreta un ruolo importante in questa linea temporale. La famiglia di Rene include il padre, James, avvocato e membro attivo del movimento dei diritti civili, la madre Sarah, attiva anche lei nel movimento, e il fratello maggiore Elston, coetaneo del fratello di Mary, Johnny, e poi scappato in Canada. 
La storia contemporanea mostra Mary e Rene adulte. Mary è una casalinga che aspira a diventare scrittrice, mentre Rene mette in piedi il suo studio legale a Birmingham. Alcuni personaggi della trama degli anni '60 appaiono anche nella trama contemporanea, tra cui la madre vedova di Rene, il fratello Elston (apertamente gay, con un figlio adottivo), Teresa, sorella divorziata di Mary, e i genitori di Mary, invecchiati e le cui opinioni sulla razza si sono un po' addolcite nel corso degli anni, in contrasto con lo zio Jimmy, ancora un impenitente razzista.
La serie si occupa di questioni come il razzismo, l'omosessualità, la religione, i diritti delle donne, gli stupri, i disastri naturali, l'alcool, i suicidi, la morte.
Durante la terza stagione, la figlia di Mary, Kelly, esce con un ragazzo afro-americano, Ajoni, e rimane incinta a 17 anni, con grande sgomento di Colliar; Kelly e Ajoni scelgono di sposarsi e di tenere il bambino, che chiamano Emmett.
Alla fine, Mary pubblica un libro e viene invitata ad insegnare al college locale.
L'arco narrativo riguardante Rene tratta principalmente del suo studio legale e della sua professione di avvocato; Rene si concentra particolarmente su questioni di diritto civile; a volte deplora il fatto di non avere una famiglia.
Nella puntata finale, Rene sposa il giudice Clyde "Turk" Terhune.

## Personaggi

### Personaggi principali
- Mary Elizabeth 'M.E.' Sims (stagioni 1-4), interpretata da	Annie Potts.
- Rene Jackson (stagioni 1-4), interpretata da	Lorraine Toussaint.
- Mary Elizabeth da giovane (stagioni 1-3), interpretata da	Mae Middleton.
- Rene Jackson da giovane (stagioni 1-3), interpretata da	Shari Dyon Perry.
- Rene Jackson da giovane (stagione 4), interpretata da	Maya Elise Goodwin.
- Mary Elizabeth da giovane (stagione 4), interpretata da	Olivia Hack.
- Colliar Sims, interpretato da	Chris Mulkey.

### Personaggi ricorrenti
- Sara Jackson, interpretata da Donzaleigh Abernathy.
- James Jackson, interpretato da	John Lafayette.
- Colliar Sims da giovane, interpretato da Dan Byrd.
- Kelly Sims, interpretata da Olivia Friedman.
- Davis Sims (stagione 1), interpretato da Christopher Winsor.
- Davis Sims (stagioni 2-4), interpretato da Calvin DeVault.
- Matthew O'Brien (stagioni 2-4), interpretato da William Converse-Roberts.
- Catherine O'Brien, interpretata da Nancy Mcloughlin.
- Ajoni Williams, interpretato da Derrex Brady.
- Joe Lozano, interpretato da Bronson Picket.
- Lakeisha Reynolds, interpretata da Taneka Johnson.
- Clyde 'Turk' Terhune (stagione 4), interpretato da William Allen Young.
- Johnny O'Brien, interpretato da Ian Bohen.
- Teresa O'Brien, interpretata da Delta Burke.
- Teresa O'Brien da giovane, interpretata da Elise Shirley.
- Judge Leonard, interpretato da	John P. Connolly.
- Jimmy O'Brien, interpretato da	Michael Pavone.
- Irene Otis, interpretata da Millie Perkins.
- Elston Jackson, interpretato da Christopher Babers.
- Gail Williams, interpretato da	Dawnn Lewis.
- Glenn, interpretato da	Geoffrey Blake.

## Produzione
La serie è stata prodotta da Finnegan/Pinchuk Productions, Paid Our Dues Productions e Spelling Entertainment e girata a Birmingham, Alabama, a Ponchatoula, Louisiana e a Los Angeles, California.  Le musiche sono composte da Susan Marder.

### Registi
Tra i registi della serie sono accreditati:
- Jan Eliasberg
- Oz Scott
- Tom McLoughlin
- Jeff Bleckner
- Arvin Brown
- Janice Cooke
- Mel Damski
- Janet Davidson
- James Hayman
- Elodie Keene
- Joanna Kerns
- Briana London
- Artie Mandelberg
- Bob McCracken
- Valerie E. Norman
- Michael Pavone
- Gary A. Randall

## Distribuzione
La serie fu trasmessa negli Stati Uniti dal 1998 al 2002 sulla rete televisiva Lifetime. In Italia è stata trasmessa su Rai 1 (nel marzo del 2002) e Rai 2 (dal luglio del 2002) con il titolo Da un giorno all'altro.
Alcune delle uscite internazionali:
- negli Stati Uniti l'8 agosto 1998 (Any Day Now)
- in Svezia il 17 giugno 1999
- in Belgio il 3 settembre 2001
- in Francia il 5 ottobre 2001
- in Svizzera il 7 gennaio 2002
- in Ungheria (Sírig tartó barátság)
- in Italia (Da un giorno all'altro)

## Episodi
| Stagione         | Episodi | Prima TV USA | Prima TV Italia |
| ---------------- | ------- | ------------ | --------------- |
| Prima stagione   | 22      | 1998-1999    |                 |
| Seconda stagione | 22      | 1999-2000    |                 |
| Terza stagione   | 22      | 2000-2001    |                 |
| Quarta stagione  | 22      | 2001-2002    |                 |